# De rode wolf
De rode wolf is een historische jeugdroman die geschreven door Simone van der Vlugt en in 2009 gepubliceerd.

## Het verhaal
Deze historische roman is eerder in verkorte versie verschenen als Het Hercynische Woud.
Het verhaal speelt zich af in en rondom het Hercynische woud in het jaar 55 voor Christus. Het verhaal gaat over Rufus Gaius Varrus.
Rufus is een verkenner in het Romeinse leger. Op een dag gaat hij samen met zijn vriend Fabius op verkenning in het Hercynische woud. Daar vinden zij een offerplaats waar de vier lijken van de verdwenen verkenners hangen. Rufus brengt verslag uit bij zijn leider Julius Caesar. De dag daarna trekt het leger het woud door. Rufus wijst het leger de weg naar de offerplaats en het leger begraaft de lijken. Ze nemen ook een godenbeeld mee. Rufus slingert onderweg, in een boze bui, dat beeldje weg. Rufus besluit het beeldje weer te zoeken maar verdwaalt. Hij moet de nacht doorbrengen in het woud. De dag daarna wordt hij gevangengenomen door Germanen van de stam van de Sugambiërs. Rufus wordt in het dorp in een kooi gezet. Hij slaapt een nacht in de kooi en als hij wakker wordt staat er een oude vrouw voor de kooi. Ze is priesteres en heet Alwara. Alwara gooit stokjes op de grond en zegt dat Rufus moet blijven leven. In de nacht schrikt Rufus wakker: er staat een meisje voor de kooi. Ze staart Rufus aan en komt erachter dat Rufus er normaal uitziet. Rufus is blij met dit contact en hij en het meisje sluiten vriendschap.
Rufus komt erachter dat ze Gunhild heet.
Als het weer dag is, wordt Rufus opgehaald door de priesteres en hij wordt naar het dorpshoofd gebracht. Het dorpshoofd vertelt waarom Rufus bleef leven en wat Caesar van plan is. Zo gaan er dagen voorbij en Rufus krijgt een eigen hut en sluit vriendschap met vele bewoners en Rufus begint zich steeds meer thuis te voelen. Na een paar dagen zit Rufus weer met Hademar te praten over Caesar en Hademar zegt dat hij die dag nog een vergadering heeft met de leiders van de Chatten en de Chauken (dat zijn andere Germaanse stammen), maar Hademar verwacht weinig goeds. Op dat moment komt het bericht dat het leger er aan komt en Rufus meldt zich aan als verkenner. Rufus komt aan bij het Romeinse kamp en wordt ontdekt door de Romeinen. Rufus laat zien dat hij goede bedoelingen heeft. Rufus wordt naar Caesar gebracht en Caesar vraagt aan Rufus hoe hij is blijven leven. Rufus vertelt veel, maar hij vertelt niet de waarheid. Caesar vertrouwt Rufus. Direct roept Caesar het leger op en Rufus moet het leger de weg wijzen door het bos. Caesar komt de Sugambiërs tegen en er ontstaat een gevecht waar de Romeinen niet op gerekend hadden. De Romeinen ondervinden daarom zware tegenslagen en moeten zich terugtrekken. Rufus wordt door Caesar gezien als verrader en de Romeinen proberen hem te ontvoeren om hem om te brengen. Dit wordt op alle mogelijke manieren tegengehouden door de Sugambiërs.

## Hoofdpersonen
- Rufus Gaius Varrus: Hij is verkenner van het Romeinse Leger dat onder leiding staat van Julius Caesar. Rufus raakt verdwaald en komt in een Germaans kamp terecht.
- Fabius: de vriend van Rufus. Hij is ook verkenner van het Romeinse Leger.
- Ortwin: slaaf van Rufus en beste vriend
- Brigida: Gunhilds zus. Toen Rufus haar het eerst zag, begon ze te glimlachen.
- Vestert: Gunhilds broer. Hij vertrouwt Rufus niet echt, maar later wordt het minder.
- Alwara: priesteres van het Germaanse Dorp. Dankzij haar (en de goden) bleef Rufus leven
- Julius Caesar: leider van het Romeinse leger. Hij wordt door de Germanen ‘Rode Wolf’ genoemd.
- De vader van Rufus: Rufus brengt hem om het leven met behulp van medicijnen

## Bijpersonen
- Gunhild: Germaans meisje van wie beide ouders zijn gestorven. Ze woont bij haar broer en zus en is de eerste van de Germanen die contact heeft met Rufus. Later worden Rufus en Gunhild vrienden.
- Hademar: dorpshoofd. Hij is net zoals alle andere Germanen in oorlog met Caesar. Rufus moet hem informatie geven over Caesar.